# Лагерът Ласло
„Лагерът Ласло“ (на английски: Camp Lazlo) е американски анимационен сериал, създаден от Джо Мъри за Cartoon Network. Той е един от първите сериали на Cartoon Network, който е продуциран в широк екран с размер 16:9. В неговия стил на хумора носи разлика в сериала „Модерния живот на Роко“ за Nickelodeon, по който Мъри е създател. Продуцент на сериала е Cartoon Network Studios. Премиерата на сериала е излъчена по Cartoon Network на 8 юли 2005 г. и продължи след пет епизода, който съдържа 61 епизода и половинчасов телевизионен специален епизод „Къде е Ласло?“. Последният епизод на сериала е излъчен на 27 март 2008 г.

## В България
В България сериалът започва излъчване на 1 октомври 2009 г. по Cartoon Network. Дублажът е нахсинхронен в Доли Медия Студио и в него участват Гергана Стоянова, Татяна Етимова, Живко Джуранов, Явор Караиванов, Ненчо Балабанов, Цветан Ватев, Стоян Цветков, Емил Емилов, Любомир Фърков и други. Режисьор на дублажа е Даниела Горанова.